# Horserød-Stutthof Foreningen
Horserød-Stutthof Foreningen, som blev stiftet efter anden verdenskrig, er en dansk fange- og antifascistisk organisation, hvis medlemmer hovedsagelig er personer, som er tidligere spaniensfrivillige, der kæmpede på den lovligt valgte regerings side i den spanske borgerkrig, 1936 -1939, har været internerede i Horserødlejren og koncentrationslejren Stutthof under anden verdenskrig samt pårørende og andre personer som sympatiserer med foreningens formål.

## Foreningens formål
Formålet med foreningen er at:
- højtideligholde den 22. juni 1941, datoen for Nazi-Tysklands overfald på Sovjetunionen

- styrke arbejdet mod fascismen

- arbejde for at opbygge en historisk dokumentationscentral, der kan imødegå forfalskninger, belyse og forske i nye sider af besættelsestiden

- sikre bevaring og tilgængelighed af personlige arkivalier

- være hørings- og påtaleberettiget i forhold til de fra besættelsestiden opførte historiske mindesmærker

- arbejde for at sikre bevaring og udbygning af institutioner som belyser modstandsbevægelsen og forholdene under besættelsen 1940 – 1945

- værne om mindet om de kammerater, der mistede livet i kampen for Danmarks frihed

- støtte syge kammerater og enker over for myndighederne

- søge samarbejde med organisationer i Danmark og udlandet der har samme opgave

## Retssag
Den 16. juni 2011 blev foreningens formand Anton Nielsen idømt to måneders ubetinget fængsel og fire måneders betinget fængsel for terrorstøtte til organisationerne PFLP og FARC.